# Michaelerplatz

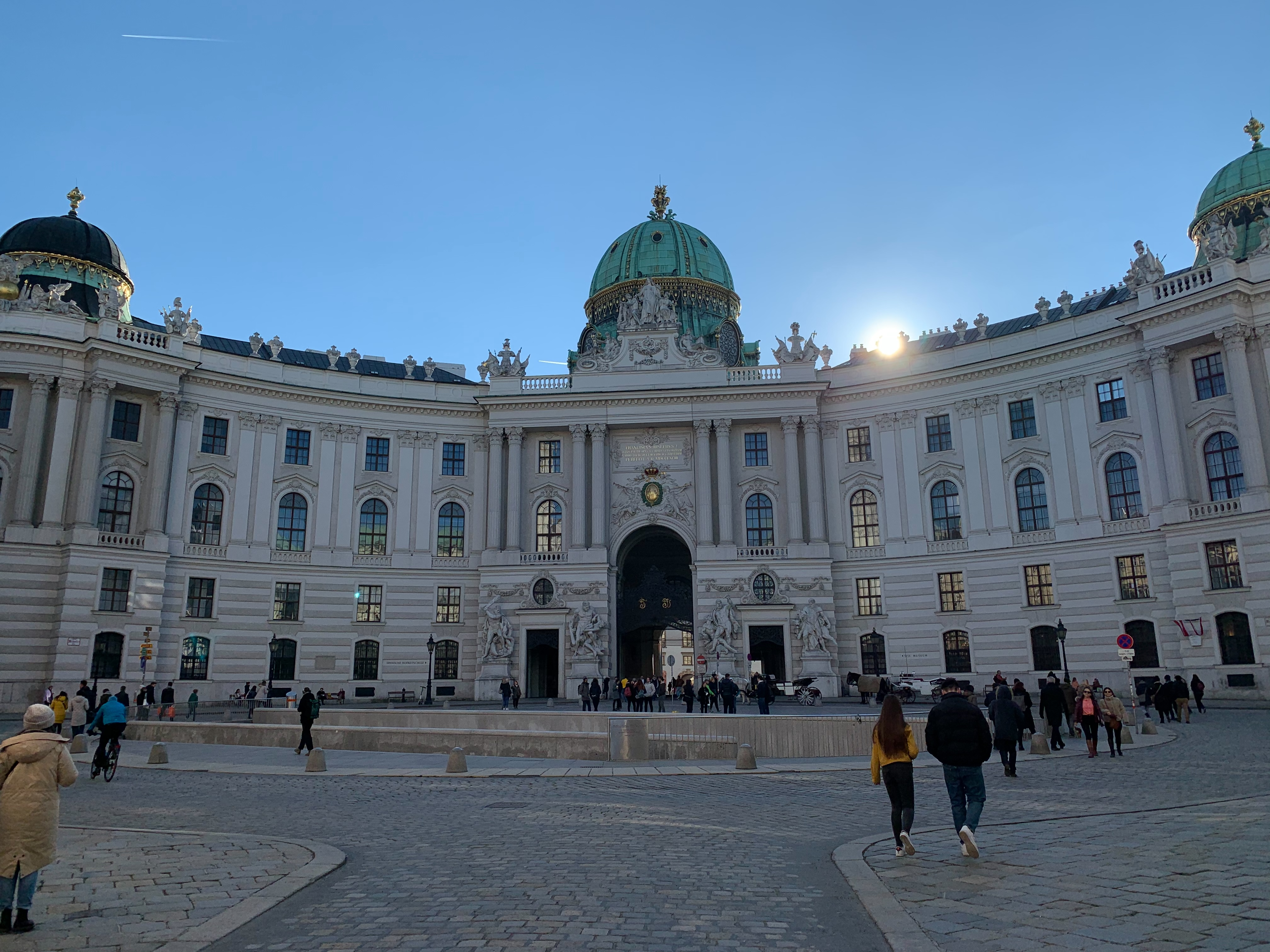
La Michaelerplatz mirando en dirección suroeste, hacia el ala Michaelertrakt del Hofburg, diseñada por Fischer von Erlach el Joven.

La Michaelerplatz (literalmente: «plaza de San Miguel») es una importante plaza del centro de Viena (Austria). Es una plaza barroca con forma de estrella que constituye la intersección de varias calles del centro de la ciudad —el Kohlmarkt, la Herrengasse, la Schauflergasse y la Reitschulgasse—, así como la entrada noreste al Palacio Imperial de Hofburg. Debe su nombre a la iglesia de San Miguel, que se encuentra en el lado este de la plaza.

## Historia
La historia de la Michaelerplatz se remonta a la época del campamento militar romano de Vindobona. La zona que ocupa actualmente la plaza estaba situada fuera de las murallas del campamento y formaba parte de su suburbio civil o cannaba. A partir del siglo i d. C., la Michaelerplatz actuó como una intersección entre tres vías: la calzada del limes, que discurría a lo largo del Danubio; una ruta comercial que conducía a la moderna St. Pölten; y un camino que llevaba a la puerta suroeste de Vindobona, la Porta Decumana (conocida posteriormente como Puerta Peiler). Se han encontrado cuatro casas romanas en la actual Michaelerplatz, que datan de entre los siglos ii y v d. C. y se cree que albergaron un barrio de entretenimiento, incluida una pequeña tienda.
Durante la Edad Media, la Michaelerplatz formaba parte del Witmarkt («mercado de madera»), conocido actualmente como Kohlmarkt. Al suroeste del mercado, se construyó la nueva puerta medieval de la ciudad (la Witmarkttor) y la parte original del Palacio de Hofburg (el ala suiza). En el siglo xiii, se construyó la iglesia de San Miguel en la actual Michaelerplatz. Los terrenos de la iglesia también incluían un cementerio. Durante el siglo xiv, el Hofburg fue ampliado y sus jardines alcanzaron el extremo suroeste del Witmarkt. En el siglo xvi, los Habsburgo hicieron que se construyera una sala de juego de palma en los jardines del palacio, que posteriormente fue transformada en un teatro, el Altes Burgtheater («antiguo teatro de la corte»). En este momento, la zona de la actual Michaelerplatz volvió a ser una intersección de varias calles (la más importante de las cuales era el Witmarkt, conocido posteriormente como Kohlmarkt), además de la entrada noroeste a los terrenos del Hofburg. Esta intersección estaba rodeada por la iglesia de San Miguel y su cementerio, por el Altes Burgtheater y los jardines del palacio, así como por varias casas burguesas. La zona mantendría su papel y configuración durante varios siglos.

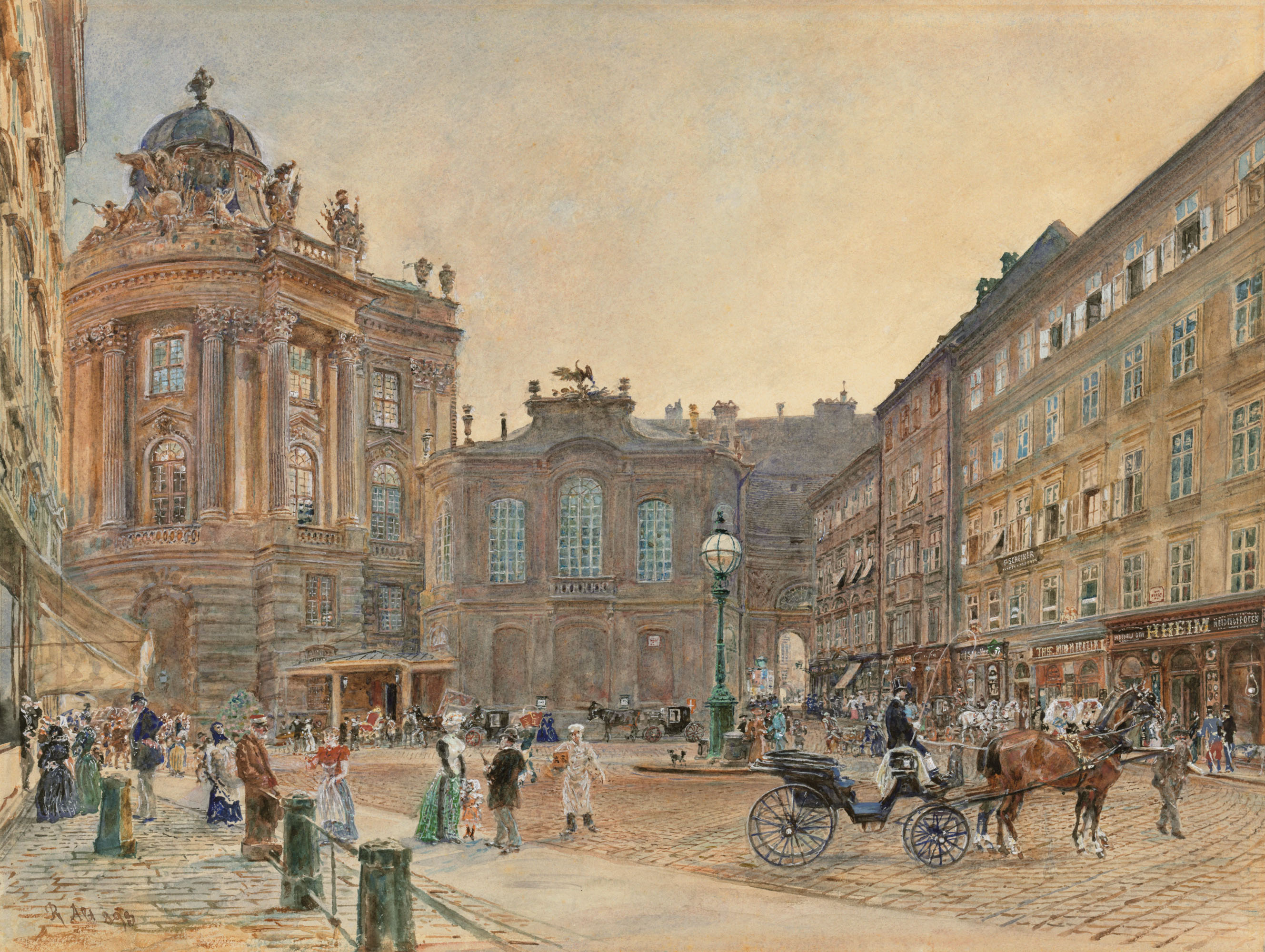
La Michaelerplatz hacia el suroeste tal y como se presentaba en los siglos xviii y xix, antes de que se derribara el Altes Burgtheater (centro) y se completara el Michaelertrakt.

La actual Michaelerplatz fue creada en el siglo xviii, cuando el arquitecto Joseph Emanuel Fischer von Erlach presentó el proyecto para construir una nueva fachada barroca del Hofburg que diera hacia el centro de la ciudad, dentro de los jardines del palacio. Esta nueva ala iba a ser llamada Michaelertrakt («ala de San Miguel»), debido a la adyacente iglesia de San Miguel. Las obras empezaron, pero quedaron incompletas hasta finales del siglo xix y la fachada que da hacia la Michaelerplatz quedó inacabada, al igual que la Michaelertor («puerta de San Miguel»), que iba a conectar el interior del palacio con la plaza. En cambio, el Altes Burgtheater, cuya demolición estaba prevista para permitir la construcción del Michaelertrakt, se quedó en pie. Esta situación se mantendría hasta finales del siglo xix, pero, aunque el Michaelertrakt no estuviera completado, la Michaelerplatz surgió como una plaza diferente del Witmarkt/Kohlmarkt. Hasta este momento, la zona de la actual Michaelerplatz solo había sido la parte suroeste de dicho mercado y no tenía su propio nombre. Sin embargo, el rediseño, aunque no estaba finalizado, creó una plaza distinguible por sí misma, que a finales del siglo xviii empezó a ser conocida como Michaelerplatz.
El proyecto de Fischer von Erlach para la Michaelerplatz se completó a finales del siglo xix, durante la construcción de la Ringstraße: se demolieron el Altes Burgtheater y varias casas en el lado oeste de la plaza, y se completó el Michaelertrakt, incluida la Michaelertor. En 1910, se construyó en la plaza la Looshaus, uno de los edificios más controvertidos de la Viena de la época. En 1927, la Michaelerplatz se convirtió en la primera rotonda para automóviles de Viena, reforzando así su papel como una importante intersección del centro de la ciudad.

## Lugares de interés

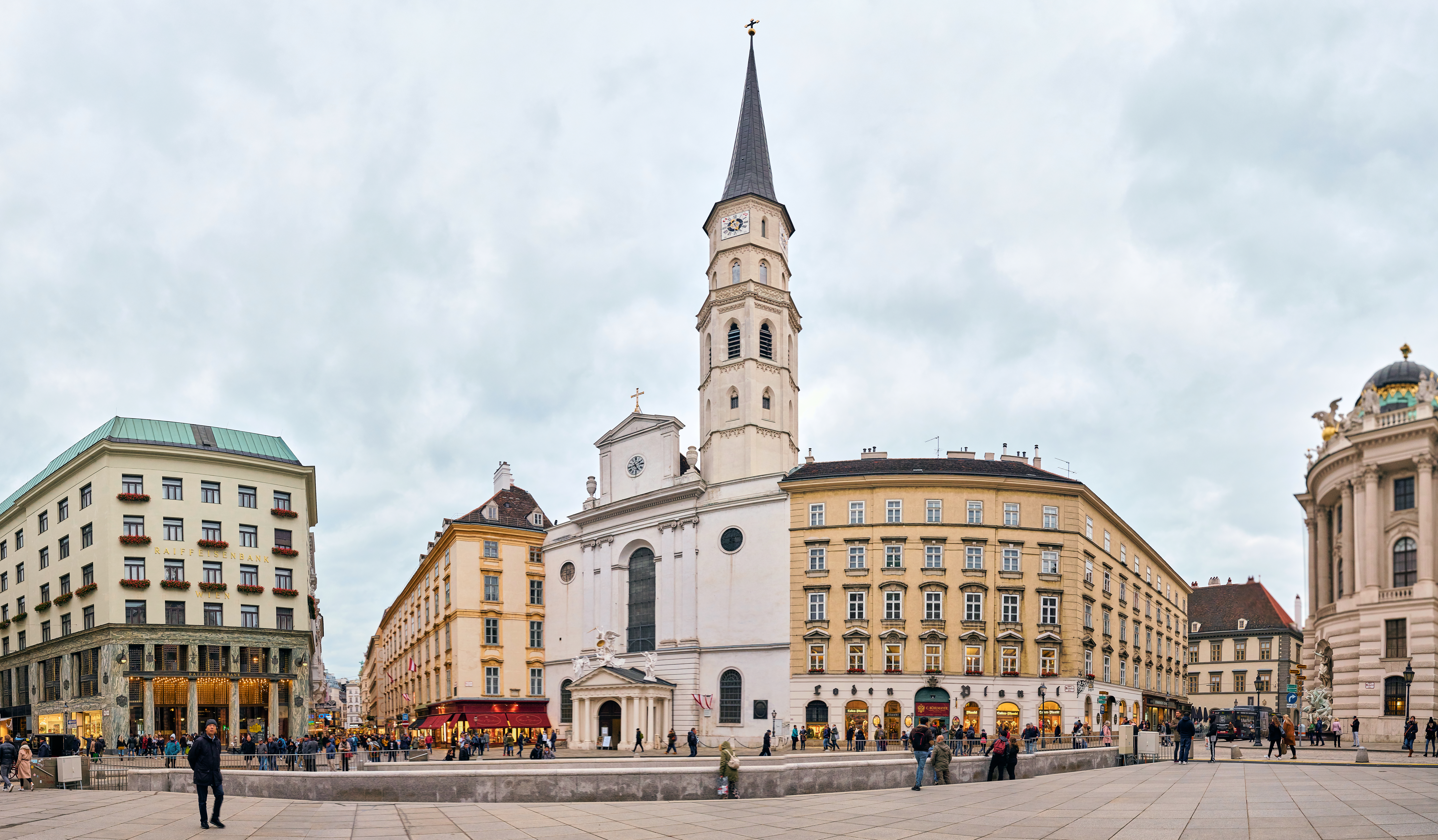
La Michaelerplatz mirando en dirección este, hacia la iglesia de San Miguel, con la Großes Michaelerhaus y la Kleines Michaelerhaus a izquierda y derecha de la iglesia, respectivamente. La Looshaus puede verse a la izquierda.

- Hofburg, Michaelertrakt (ala barroca del Hofburg diseñada por Joseph Emanuel Fischer von Erlach)
  - Escuela Española de Equitación
  - Museo de Sisi
- Iglesia de San Miguel (iglesia tardorrománica con fachada neoclásica, una de las más antiguas de Viena)[6]
- Looshaus (uno de los edificios más significativos de la arquitectura moderna de Viena, diseñado por Adolf Loos)[7]
- Palais Herberstein (palacio neobarroco diseñado a semejanza del Michaelertrakt, donde antiguamente se encontraba el Café Griensteidl)[8]
- Excavaciones de la Michaelerplatz (ruinas de varias casas romanas que formaban parte del suburbio civil de Vindobona)[9]
- Großes Michaelerhaus (edificio de apartamentos del siglo xviii, donde residieron Joseph Haydn, Pietro Metastasio y Ludwig Bösendorfer)[10][11][12]
- Kleines Michaelerhaus (edificio de apartamentos del siglo xviii)